# 33696 Crouchley
33696 Crouchley este o planetă minoră (asteroid), cu un diametru de 1,838 km, din centura de asteroizi. A fost descoperită pe 18 mai 1999 la Experimental Test Site⁠(d) de Lincoln Near-Earth Asteroid Research. 
Obiectul prezintă o orbită caracterizată de o semiaxă mare de 2,4000631 UAi, o excentricitate de 0,16, o înclinație de 1,18138 ° în raport cu ecliptica.